# Tavor

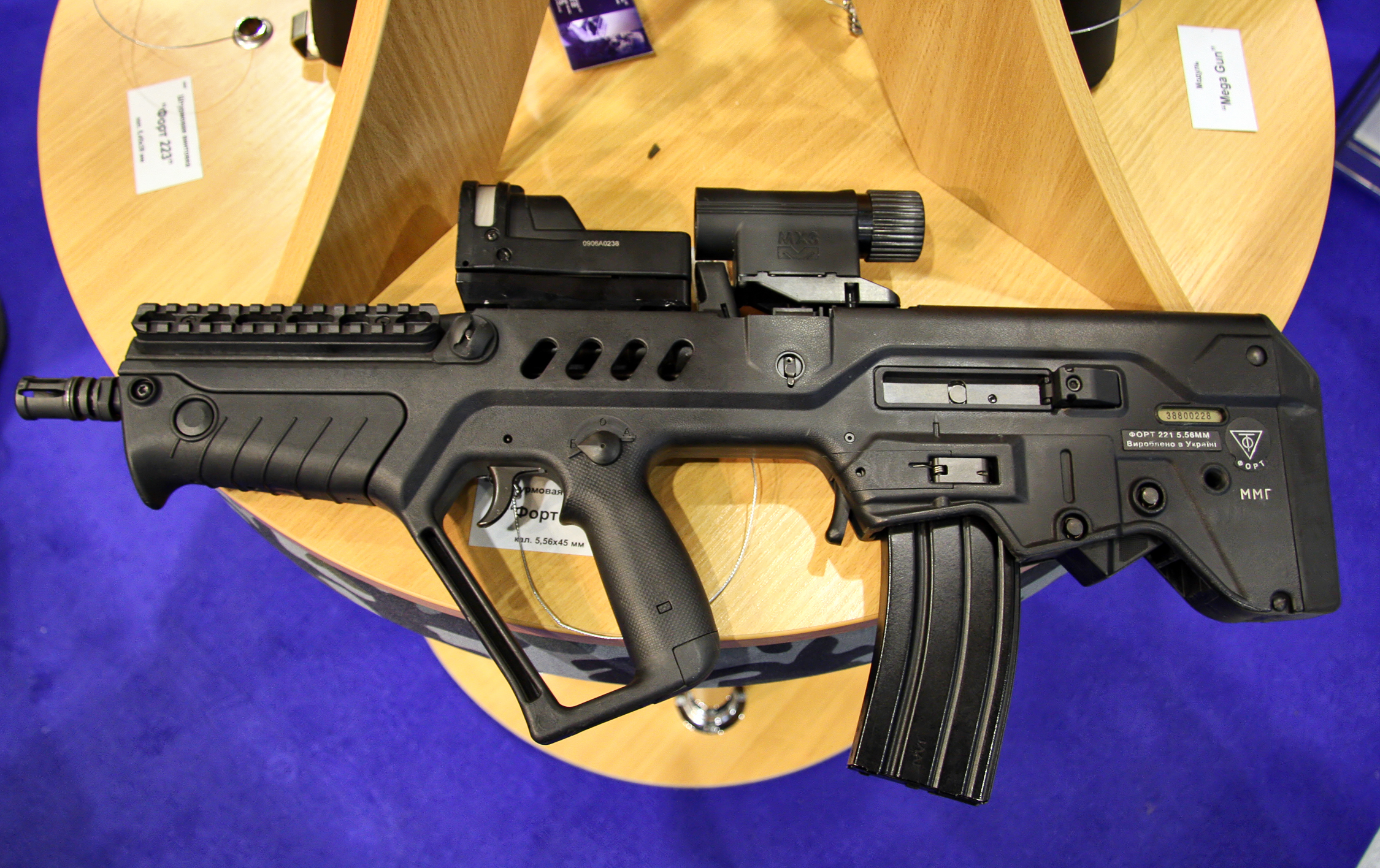
CTAR 21

TAR-21 (sau mai simplu Tavor) este o carabină de asalt israeliană de tip bullpup cu muniție de calibrul 5.56×45mm NATO, cu sistem selectiv de foc, având mod semi-automat și foc automat. A primit numele de la Muntele Tabor, iar "TAR-21" provine de la "Tavor Assault Rifle – 21st Century". Începând cu 2009, a fost desemnată ca arma standard a infanteriei israeliene. MTAR-21 (Micro Tavor) a fost selectată de curând ca viitoarea carabină de asalt a Forțelor de Apărare Israeliene, și unele divizii de infanterie vor fi dotate cu această armă ce va înlocui modelul standard, mai mare, TAR-21.
TAR-21 are un design bullpup, care a fost utilizat prima dată la puști cu percutor manual, cum ar fi carabina Thorneycroft din 1901. Puștile Bullpup sunt construite astfel încât ansamblul încărcător-percutor este plasat în spatele trăgaciului; aceasta scurtează lungimea totală a armei dar nu sacrifică lungimea țevii. Astfel TAR-21 conferă lungimea unei carbine, dar are viteza la gura țevii ca a unei puști. Designul bullpup este gândit de asemeni pentru a pentru a minimiza silueta soldaților și de a maximiza eficiența luptelor urbane în spații înguste.

## Design
TAR-21 are fante de ejectare a tuburilor pe ambele părți ale carabinei, astfel încât poate fi ușor reconfigurată pentru dreptaci sau stângaci. Cu toate acestea, este necesară dezasamblarea parțială, așa că nu poate fi reconfigurată rapid în timp ce arma este folosită.
Designul lui TAR-21 a fost conceput de Zalmen Shebs, cu scopul expres de a crea o armă pentru luptele urbane mai potrivită decât carabina M16/M4. Se bazează pe o ergonomie avansată și materiale compozite, în ideea de a produce o carabină mai confortabilă și mai fiabilă. TAR-21 este etanșă și ușoară. Arma are un laser încorporat și cătare cu punct roșu tip MARS; unul din principalele avantaje de a avea un sistem încorporat, este acela că arma nu trebuie să fie resetată după fiecare utilizare, dar de asemeni, pe TAR-21 pot fi montate o multitudine de diferite dispozitive optice cum ar fi cătare holographică Eotech, sistem de vedere nocturnă și multe alte dispozitive electronice.
TAR-21 folosește încărcătoare după standardele STANAG. Poate fi echipat cu lansator de grenade M203. Cu sistemul selectiv de foc ambidextru, poziționat deasupra mânerului de pistol, se poate selecta modul semi-automat și modul foc automat.